# 伊贺忍法帖
《伊贺忍法帖》是日本小說家山田風太郎的長編伝奇小説、時代小説，在『漫画サンデー』1964年4月号-8月号連載。

## 故事大綱
日本戰國時代群雄之一的松永彈正（久秀）垂涎少主三好義興的妻子右京太夫。幻術師果心居士為助他達到目的，把手下七名根來忍法僧給松永彈正驅使，並告知他使右京太夫迷上自己的秘方：淫石以及其制作方法。為制作淫石，七名根來忍法僧四處捕捉他們看上的女子。及後更把魔爪伸向伊賀忍者笛吹城太郎的妻子——篝火。

## 登場人物
笛吹城太郎
故事主人公，伊賀忍者。作為忍者，他的身手和五感也是一流。被伯父服部半藏派往堺辦事，卻愛上了妓女篝火，並與她私奔。一年後城太郎和妻子回伊賀途中遇上了根來忍法僧，篝火被根來忍法僧抓去。為替妻子復仇，城太郎決定要手刃七名忍法僧以及幕後黑手松永彈正。
篝火
原本是堺一帶煙花之地乳守里的名妓，後來愛上笛吹城太郎並與他私奔。一年後與城太郎回伊賀時，卻被根來忍法僧抓去提煉淫石。為阻止根來忍法僧污辱自己，篝火以城太郎教的忍法三日月刀自殺。她的樣子與三好義興夫人右京太夫一樣。
右京太夫
三好義興的夫人。與篝火的樣子一模一樣。城太郎見到她時以為是自己的妻子篝火。
松永彈正
即松永久秀，「信貴山城的魔王」。原本是商人，後來在掌權的三好家成為家老，並日漸取代三好家的領導地位。愛上了少主夫人右京太夫，因此讓果心居士手下的七名根來忍法僧四處抓女子制造淫石，以使右京太夫迷上自己。
果心居士
果心居士，戰國時期的幻術師，留下了不少傳說。看穿了松永彈正愛上右京太夫這一點，把七名弟子根來忍法僧給松永彈正驅使。帶有唐人口音，可能是來自明國。
柳生新左衛門
即後來的柳生石舟齋。松永家治下柳生莊的領主。看不過根來忍法僧的暴虐行為，因此暗中幫助笛吹城太郎。
- 根來忍法僧
  - 風天坊
  - 金剛坊
  - 水呪坊
  - 虚空坊
  - 羅刹坊
  - 空摩坊
  - 破軍坊

## 外部連結
- 互联网电影数据库（IMDb）上《伊贺忍法帖》的资料（英文）
- 爛番茄上《伊贺忍法帖》的資料（英文）
- 豆瓣电影上《伊贺忍法帖》的資料 （简体中文）